# マトリックス分離法
マトリックス分離法（マトリックスぶんりほう）は、ラジカルやイオンなど不安定で反応性の高い化学種を低温で反応性の低い固体（マトリックス）のなかに埋め込み、単離して分析する方法である。マトリックスにはアルゴンなどの希ガスやパラ水素分子、窒素分子などが用いられる。分析方法としては分光法が主に用いられる。たとえば、F3− といったとても不安定なイオンもマトリックスの中に埋め込み分光分析できる。